# Mannfjorden
Mannfjorden (lulesamisk: Spællá) er en arm af Tysfjorden i Nordland fylke i Norge. Den går omkring  13 kilometer mod sydøst til den affolkede bebyggelse Mannfjorden.
Fjorden har indløb mellem bebyggelsen Tørrnes (Durrá) i nord og Tjårrnes (Tjårro) i syd og går i østlig retning til Kvassvikodden, hvor den svinger mod syd. Mellem indløbet og odden ligger Kvassvika (Gárjjelluokta) på sydsiden. Ved Eidneset svinger fjorden igen i østlig retning ind mod fjordbunden. På østsiden af fjorden går den store Muskvika ind mellem Forneset og Muskeneset. Inderst i vigen  ligger gården Musken (Spællámåsske) ved udløbet af Muskvikelven. 
Gårdene langs Mannfjorden er i dag affolket. Der er ingen vej- eller rutegående bådforbindelser i eller langs fjorden.
Nær fjordbunden ligger det  ca. 975 hektar store Mannfjordbotn naturreservat